# Dongwang
Dongwang (kinesiska: 东旺) är en socken i Kina. Den ligger i provinsen Yunnan, i den sydvästra delen av landet, omkring 490 kilometer nordväst om provinshuvudstaden Kunming. Antalet invånare är 6 505. Befolkningen består av 3 246 kvinnor och 3 259 män. Barn under 15 år utgör 19,0 %, vuxna 15-64 år 71 %, och äldre över 65 år 8,0 %.
Runt Dongwang är det glesbefolkat, med 14 invånare per kvadratkilometer. Dongwang är det största samhället i trakten. Trakten runt Dongwang består i huvudsak av gräsmarker.
Genomsnittlig årsnederbörd är 719 millimeter. Den regnigaste månaden är juli, med i genomsnitt 230 mm nederbörd, och den torraste är november, med 1 mm nederbörd.